# Zedrachbaum
Der Zedrachbaum oder Indischer Zederachbaum (Melia azedarach), auch Persischer Flieder, Westindischer Flieder, Chinesischer Holunder oder Paternosterbaum genannt, ist eine Pflanzenart aus der Gattung der Melia in der Familie der Mahagonigewächse (Meliaceae).

## Beschreibung

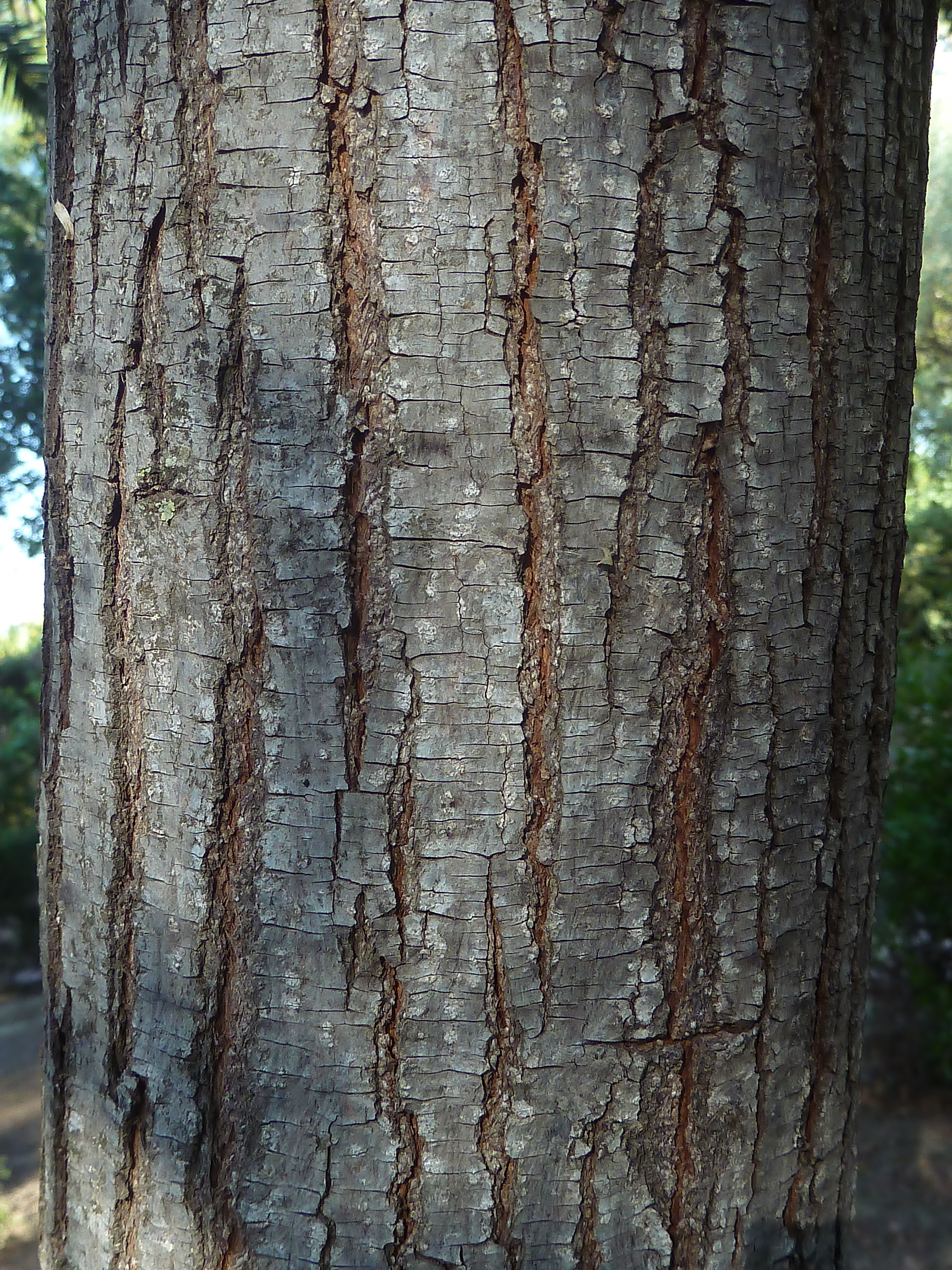
Borke

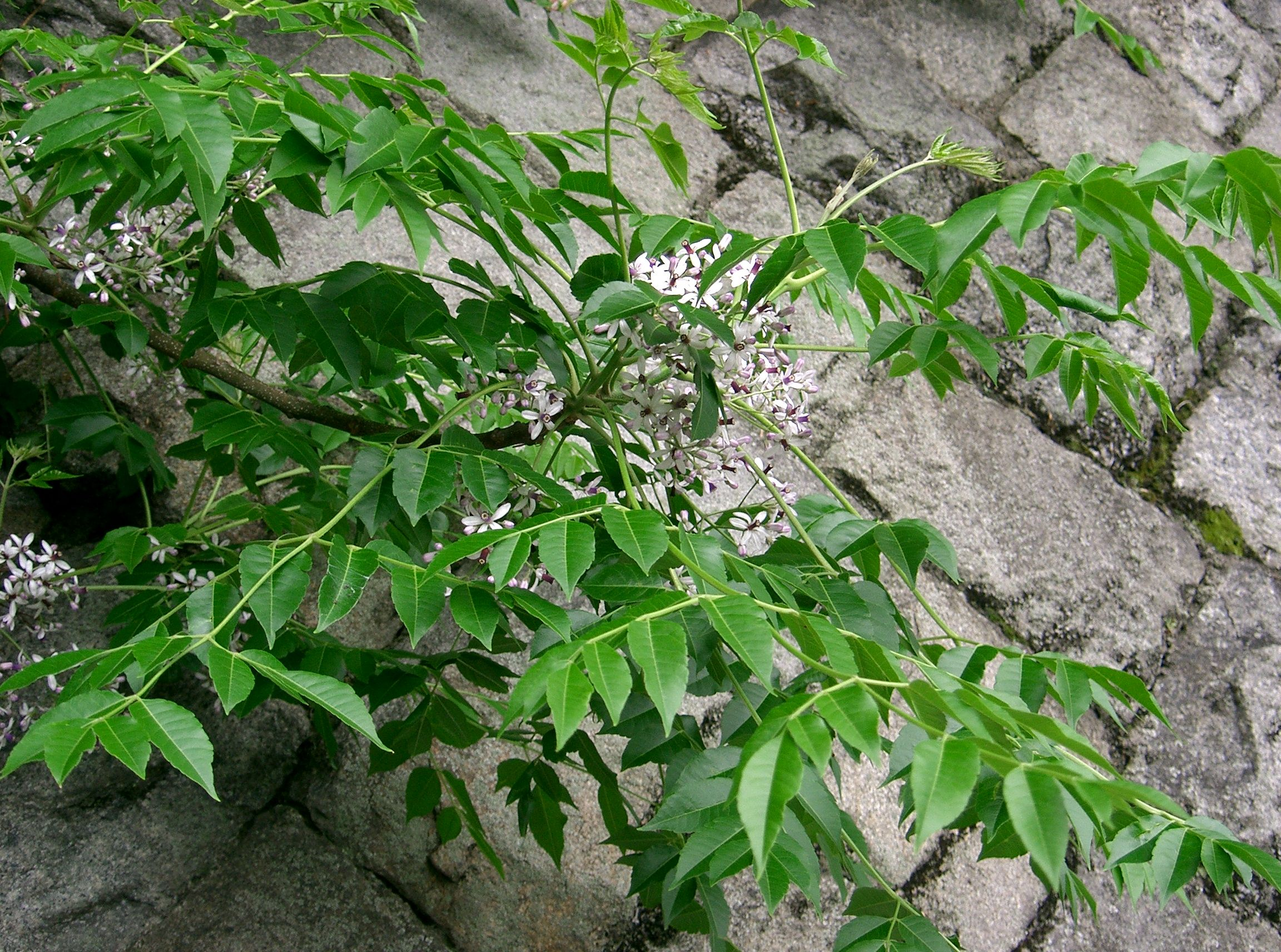
Zweig mit gefiederten Laubblättern

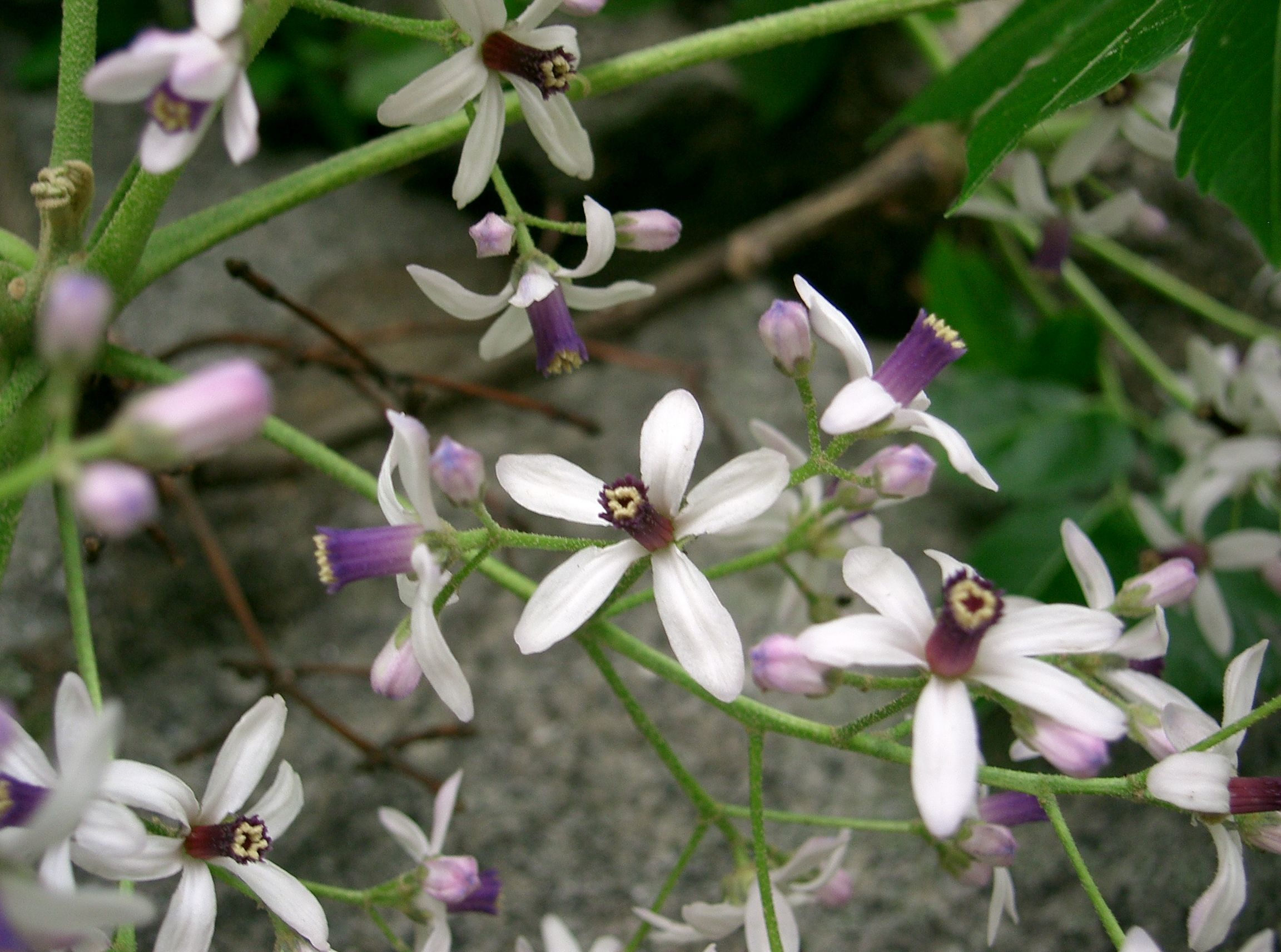
Ausschnitt eines Blütenstandes

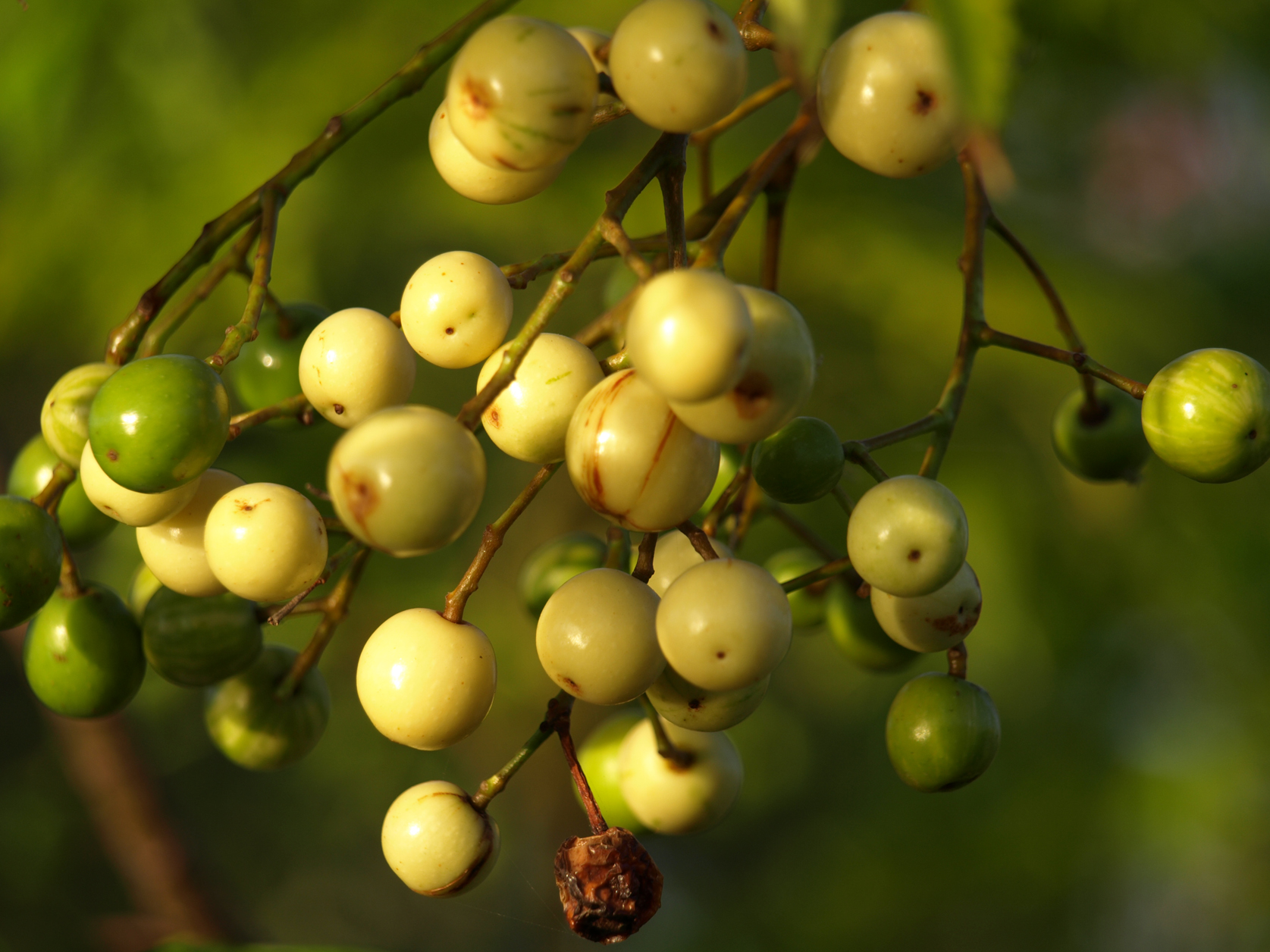
Früchte des Kultivars ‚Floribunda‘

### Vegetative Merkmale
Der Zedrachbaum ist ein kleiner bis mittelgroßer sommer- bis halbimmergrüner, recht schnellwüchsiger Baum, der meist Wuchshöhen von 6 bis 15 Metern, in China auch bis 20 Metern erreicht und Brusthöhendurchmesser von 30 bis 60 Zentimetern erreicht. In Indien wurde ein maximaler Stammdurchmesser von 84 Zentimetern gemessen und auf Hawaii eine Höhe von beinahe 23 Metern und einem 1,7 Meter dicken Stamm. In Australien erreicht er noch höhere Wuchshöhen und soll über 40 Meter hoch werden. Selten wächst er nur als Strauch.
Der Stamm ist kurz und die Krone breit, rundlich und dicht beastet. Ältere Exemplare haben eine rot- oder dunkelbraune bis gräuliche, mehr oder weniger rissige Stammborke. Charakteristisch sind knollenartige Auswüchse an der Basis älterer Stämme und die intensive Wurzelbrut-Bildung. Die Art bildet eine schwach ausgeprägte Pfahlwurzel mit zahlreichen raschwachsenden und kräftigen Seitenwurzeln.
Das Holz hat einen schmalen, gelblich weißen Splint und einen hell- bis rotbraunen Kern. Die Jahresringe sind gut sichtbar und werden bis zu 3 Zentimeter breit.
Die Rinde der Zweige ist zuerst grün und mit Sternhaaren besetzt und wird später fast kahl oder kahl sowie rötlich-braun mit zahlreichen Korkporen (Lentizellen). Innere Rindenschichten haben eine gelbbraune Farbe.
Die wechselständig (siehe Entwicklung) am Zweig angeordneten Laubblätter sind in Blattstiel und -spreite gegliedert. Der Blattstiel ist relativ lang. Die Blattspreite ist doppelt unpaarig und teilweise dreifach gefiedert. Die Fiederblättchen stehen in großer Zahl paarweise an den etwa 8 Zentimeter langen Blattachsen zweiter oder dritter Ordnung. Die Fiederblättchen sind kurz gestielt. Das kahle und dünnledrige Blättchen ist bei einer Länge von 2,5 bis 6,5 Zentimetern sowie einer Breite von 1,5 bis 3 Zentimetern eiförmig bis elliptisch, seltener verkehrt-eiförmig, die Spitze ist zugespitzt bis geschwänzt, die Basis ist abgerundet bis keilförmig. Der Rand ist mehr oder weniger gesägt bis gekerbt, seltener sind die Fiederblättchen ganzrandig oder gelappt. Die Oberseite ist dunkelgrün und die Unterseite meist etwas heller. Von der Mittelrippe gehen auf jeder Seite 12 bis 16 Seitenrippen aus. Die Nebenblätter fehlen. Beim Zerreiben verbreiten die Blättchen einen stechenden Geruch. Die Laubblätter werden meistens zu Beginn des Winters abgeworfen. Sie treiben meist im März, kurz vor der Blüte, neu aus. Die Herbstfärbung ist gelb.

### Generative Merkmale
Der Zedrachbaum blüht nach drei bis vier Jahren das erste Mal. Die Blütenzeit reicht von März bis Mai. In achselständigen, 10 bis 25 Zentimeter langen rispigen Blütenständen sind viele Blüten locker angeordnet. Die Blütenstiele sind relativ dick.
Die angenehm duftenden Blüten sind radiärsymmetrisch und fünfzählig mit doppelter Blütenhülle. Die meist zwittrigen oder männlichen, kurz gestielten Blüten sind etwa 10 Millimeter lang und 15 bis 19 Millimeter breit. Die fünf kleinen, grünlichen bis bräunlichen, feinhaarigen und spitzen Kelchblätter sind etwa 1,5–2 Millimeter lang. Die fünf weißen, weiß-hellpurpur oder -fliederfarbenen bis etwas -purpurroten Kronblätter sind etwa 10 Millimeter lang, verkehrt-eilanzettlich und ausladenden. Die Staubfäden der zehn bis zwölf Staubblätter sind zu einer 8 Millimeter langen, engen, rötlichen bis dunkelvioletten oder violetten, manchmal weißen, rippigen und oben gezähnten Röhre verwachsen, die aufrechten Staubbeutel sind pfeilförmig und sitzen innen, oben. Der auf einem Diskus stehende, oberständige Stempel ist blassgrün und besteht aus einem drei- bis sechskammerigen Fruchtknoten, einem langen, dicken, eingeschlossenen Griffel und einer drei- bis sechslappige, keulenförmigen Narbe.
Die giftigen und bei Reife gelblich-beigen bis gelben, rundlichen, mehrsamigen, dünnfleischigen, -schaligen, glatten Steinfrüchte sind etwas ledrig und etwa 12–18 (bis 50) Millimeter groß. Sie enthalten einen harten, gerippten und bräunlichen Steinkern mit oben einer runden Grube und unten einer kleinen Vertiefung, mit drei bis sechs dunkelbraunen bis schwarzen, bis 4–8 Millimeter langen, leicht abgeflachten Samen. Sie haben eine Tausendkornmasse von 75–250  Gramm. Die Früchte reifen im September und Oktober, bleiben den Winter über am Baum (Wintersteher), wo sie oft bis zur nächsten Blüte verbleiben können.
Die Chromosomenzahl beträgt 2n = 28.

## Entwicklung
Die Keimung erfolgt epigäisch, je Steinkern entwickeln sich drei bis vier Keimlinge. Die Keimlinge haben zwei sukkulente, längliche Keimblätter mit einer Länge von 9 bis 14 Millimetern. Die Primärblätter stehen gegen- oder fast gegenständig und sind zunächst dreilappig. Erst die danach folgenden Blätter sind gefiedert und stehen wechselständig. Im ersten Jahr erreichen die Sämlinge eine maximale Höhe von etwa 25 Zentimetern, im zweiten Jahr unter natürlichen Bedingungen eine Wuchshöhe von 90 Zentimetern. Bei Pflege können sie im zweiten Jahr eine Wuchshöhe von 1,5 bis 2,4 Metern erreichen.

## Verbreitung und Standortansprüche
Das natürliche Verbreitungsgebiet von Melia azedarach ist Süd- und Südostasien, wobei die Grenzen nicht bekannt sind. Man findet den Zedrachbaum in Indien und Myanmar. In China kommt er häufig im Flach- und Hügelland südlich des Gelben Flusses vor, weiters in den Provinzen Hebei, Hainan, Yunnan, Gansu, im östlichen Sichuan. Melia azedarach kommt in Taiwan vor. Im Himalaya wächst Melia azedarach bis in Höhenlagen von 2000 Metern. Weitere Vorkommen gibt es in Japan, Sri Lanka, Nepal, Thailand, Vietnam, Indonesien, Papua-Neuguinea, auf den Philippinen, in Australien und auf den Salomonen. In Europa, Afrika, den USA, in Mexiko, im tropischen Südamerika, auf den Westindischen Inseln und auf Galapagos wurde er eingeführt. In den USA ist er in Texas und Florida bis Oklahoma und Südost-Virginia häufig aus Kultur verwildert. Auf Hawaii wird er bis in Höhenlagen von 2750 Metern kultiviert.
Der Zedrachbaum gedeiht am besten in feucht-warmem Klima und ist als junger Baum empfindlich gegen Trockenheit, Winterkälte und Beschattung. Ältere Bäume in den USA konnten jedoch Kältegrade von −8 bis −18 °C überstehen. Sein natürliches Areal erstreckt sich über Gebiete mit einem jährlichen Niederschlag von 600 bis 1000 Millimeter. Er wächst auf sauren und neutralen Böden, verträgt aber auch alkalische Böden mit einem Salzgehalt bis zu 0,46 %.

## Ökologie
Die häufigsten Schadinsekten sind Spinnmilben und Läuse. Die Milbenart Phyllocoptruta oleivora saugt an Blättern und stört das Wachstum des Zedrachbaums. Schaden können auch mehrere Pilzarten anrichten, so verursacht Phyllactinia guttata mehltauartige Schädigungen. Nectria galligena ist der Auslöser eines Baumkrebses, der als Schießscheiben-Krebs bezeichnet wird. Fomes meliae aus der Gattung der Zunderschwämme befällt das Holz und zerstört es.

## Taxonomie
Die Erstveröffentlichung von Melia azedarach erfolgte 1753 durch Carl von Linné. Das Artepitheton azedarach leitet sich vom persischen „azad dirakht“ ab, was „prächtiger Baum“ bedeutet. Eine andere Deutung geht von einer Ableitung vom lateinischen Wort „cedrus“, die Zeder, aus, die mit dem Zedrachbaum das duftende Holz gemeinsam hat.

## Inhaltsstoffe und Giftigkeit
Alle Pflanzenteile werden als giftig eingestuft, besonders die Früchte. Die Hauptwirkstoffe der Rinde sind Saponine, Bitterstoffe wie Mangrovin, Catechin, Vanillinsäure, 0,02 % ätherische Öle, etwa 0,04 % Alkaloide, darunter Azaridin und Paraisin und tetracyclische Triterpene wie Kulinon, Kulacton und Kulolacton. Die Früchte enthalten die Triterpene Melianon und Meliantriol, das fraßabschreckend auf Heuschrecken wirkt, sowie toxische Bitterstoffe wie das Bakayanin.
Vergiftungen treten hauptsächlich nach übermäßigem Genuss der Früchte auf. Symptome sind Übelkeit, Erbrechen, Durchfall, starker Durst, kalte Schweißausbrüche und Krämpfe. In Extremfällen soll der Verzehr von sechs bis acht Früchten zum Tod führen können. Todesfälle sind auch bei Schweinen und Ziegen vorgekommen, Rinder und Vögel scheinen kaum geschädigt zu werden, auf Singvögel haben die Beeren eine narkotische Wirkung.

## Nutzung
Er ist aufgrund der schönen Blüten und der leuchtend gelben Früchte ein beliebtes Ziergehölz und wird in vielen warm-gemäßigten bis tropischen Gebieten der Erde kultiviert. Da er leicht verwildert, ist sein ursprüngliches Verbreitungsgebiet unsicher. Den Namen „Paternosterbaum“ verdankt er dem Umstand, dass aus seinen Steinkernen Rosenkränze hergestellt werden, eine Tradition, die von südeuropäischen Klöstern ausgegangen ist. Aus ihnen werden auch Schmuckketten hergestellt. Da die Samen giftig sind, werden dadurch besonders Kinder gefährdet.
Die größte Bedeutung hat der Zedrachbaum als weltweit kultivierter schattenspendender Park- und Straßenbaum und als Ziergehölz, wobei er als Einzelbaum oder in kleinen Gruppen angepflanzt wird.
Das Kernholz ist dauerhaft und lässt sich gut bearbeiten. Aus dem Holz werden Möbel, Spielsachen, Kisten, landwirtschaftliche Geräte und Werkzeugstiele hergestellt. Weiter wird das Holz als Brennholz und in Indien zur Papierherstellung genutzt.
Die Samen enthalten bis zu 42 % Öl, das als Schmiermittel und für die Farben- und Seifenerzeugung genutzt wird. Die Borke enthält zu 7 %  Tannine, die zusammen mit anderen Inhaltsstoffen (Chuanliansa, Kulacton, Methylkulonat und Julolacton) gewonnen werden. Blätter und getrocknete Früchte haben insektizide Wirkung und werden zum Schutz von eingelagerten Textilien verwendet.